# Diangathia bovifrons
Diangathia bovifrons is een hooiwagen uit de familie Sclerosomatidae.